# Episodi di Orange Is the New Black (seconda stagione)
La seconda stagione della serie televisiva Orange Is the New Black è stata pubblicata sulla piattaforma statunitense on demand Netflix il 6 giugno 2014.
In Italia la stagione è andata in onda sul canale Mya di Mediaset Premium dal 4 novembre 2014; tutti gli episodi sono inoltre stati pubblicati sulla piattaforma on demand InfinityTV il 14 novembre 2014.
A partire da questa stagione entrano nel cast principale Uzo Aduba, Danielle Brooks, Natasha Lyonne e Taryn Manning. Tuttavia, la stessa Lyonne esce dal cast principale al termine della stagione insieme a Jason Biggs. Laura Prepon ricompare come guest star.
| nº | Titolo originale              | Titolo italiano                  | Pubblicazione USA | Pubblicazione Italia |
| -- | ----------------------------- | -------------------------------- | ----------------- | -------------------- |
| 1  | Thirsty Bird                  | L'uccellino assetato             | 6 giugno 2014     | 4 novembre 2014      |
| 2  | Looks Blue, Tastes Red        | È blu ma sa di rosso             | 6 giugno 2014     | 11 novembre 2014     |
| 3  | Hugs Can Be Deceiving         | Gli abbracci possono ingannare   | 6 giugno 2014     | 11 novembre 2014     |
| 4  | A Whole Other Hole            | Tutto un altro buco              | 6 giugno 2014     | 14 novembre 2014     |
| 5  | Low Self Esteem City          | La città della bassa autostima   | 6 giugno 2014     | 14 novembre 2014     |
| 6  | You Also Have a Pizza         | Puoi avere una pizza             | 6 giugno 2014     | 14 novembre 2014     |
| 7  | Comic Sans                    | Il ricatto                       | 6 giugno 2014     | 14 novembre 2014     |
| 8  | Appropriately Sized Pots      | Vasi di dimensioni appropriate   | 6 giugno 2014     | 14 novembre 2014     |
| 9  | 40 OZ of Furlough             | 40 ore di permesso               | 6 giugno 2014     | 14 novembre 2014     |
| 10 | Little Mustachioed Shit       | Una piccola m***a sadica come te | 6 giugno 2014     | 14 novembre 2014     |
| 11 | Take a Break from Your Values | Prendi una pausa dai tuoi valori | 6 giugno 2014     | 14 novembre 2014     |
| 12 | It Was the Change             | Era la menopausa                 | 6 giugno 2014     | 14 novembre 2014     |
| 13 | We Have Manners. We're Polite | Noi siamo ben educate            | 6 giugno 2014     | 14 novembre 2014     |

## L'uccellino assetato
- Titolo originale: Thirsty Bird
- Diretto da: Jodie Foster
- Scritto da: Liz Friedman e Jenji Kohan
- Personaggi in primo piano: Piper Chapman e Alex Vause

### Trama
Piper Chapman, dopo un mese di isolamento, viene trasferita nel Centro di Detenzione metropolitano di Chicago. Durante il volo conosce Lolly alla quale racconta del suo probabile omicidio e altri uomini, detenuti come loro che ritroverà nel centro di detenzione. Intanto nei flashback vediamo una Piper bambina giudiziosa e rispettosa delle regole imposte dal padre ma un giorno scopre la sua relazione extraconiugale. Visti i suoi principi decide di raccontarlo alla madre che cambia argomento e la mette in punizione. Ritornando nel presente vediamo le detenute che escono in cortile per l'ora d'aria, concessa una volta a settimana ma, dopo una piccola rissa, le guardie le fanno rientrare e nella confusione Chapman vede Alex. Grazie ad un detenuto le manda un messaggio così riescono ad incontrarsi. Alex le racconta che non ha ucciso Pennsatucky e che si trovano lì per il processo su Kubra, il boss di Alex; le consiglia di dire che entrambe non lo conoscono perché un giorno potrebbe vendicarsi; quindi mentire per proteggersi. Ritorna un flashback dove Piper racconta il tradimento del padre e la reazione della madre alla nonna che le consiglia che, a volte, è meglio tenere un segreto. Grazie a questo ricordo Piper, sempre più decisa a dire la verità, cambia idea e mente sotto giuramento ed è proprio per questo motivo che il suo avvocato, il padre di Larry, lascia il caso. All'uscita dall'aula Alex le dice che non ha potuto mentire, che le dispiace, che le spiegherà tutto e viene portata via dall'avvocato lasciando Piper da sola tra le urla di disperazione e rabbia.

#### Flashback
Vediamo una Piper bambina giudiziosa e rispettosa delle regole imposte dal padre ma un giorno scopre la sua relazione extraconiugale. Visti i suoi principi decide di raccontarlo alla madre che cambia argomento e la mette in punizione. Piper racconta il tradimento del padre e la reazione della madre alla nonna che le consiglia che, a volte, è meglio tenere un segreto.
- Special guest star: Laura Prepon (Alex Vause)
- Guest stars: Lori Petty (Lolli Whitehill); Darlene Dues (Joyce); Mary Looram (Celeste Chapman); Todd Susman (Howard Bloom); Bill Hoag (Bill Chapman); Deborah Rush (Carol Chapman); Rebecca Drysdale (Mazall)

## È blu ma sa di rosso
- Titolo originale: Looks Blue, Tastes Red
- Diretto da: Michael Trim
- Scritto da: Liz Friedman e Jenji Kohan
- Personaggio in primo piano: Tasha "Taystee" Jefferson

### Trama
Nel carcere, durante la fiera del lavoro, alcune detenute prendono parte all'evento "vestirsi per il successo" indossando gli abiti adatti per un ipotetico colloquio di lavoro. Red, rimasta sola dopo l'incidente provocato a Gina, viene invitata al tavolo delle anziane ma declina l'invito anche se qualche giorno dopo riusciranno a conquistarla diventando sue amiche. Penn Dogget ritorna, dopo un mese di isolamento. Viene convocata da Healy per ricordarle che la sera dell'incidente con Piper lui non ha visto niente ma la ragazza vuole qualcosa in cambio per il suo silenzio, la ricostruzione di tutti i denti. Taystee crede che vincendo la fiera del lavoro le troveranno un lavoro vero, quindi con l'aiuto delle sue amiche cerca di fare del suo meglio ma, dopo aver vinto, scopre che sono solo chiacchiere e per non deluderla ulteriormente Figueroa le aggiunge 10$ sul suo conto ma una sorpresa l'attende alle sue spalle e voltandosi vede Vee, la donna che l'aveva coinvolta nello spaccio di droga. La puntata si conclude inquadrando il viso incupito, sbalordito e preoccupato di Taystee.

#### Flashback
Questa puntata si concentra sul passato di Tasha "Taystee" Jefferson e del suo primo incontro con Vee, una spacciatrice, che invita l'orfana a far parte della sua "famiglia", ma la bambina rifiuta. Diventata però maggiorenne senza essere adottata e costretta a lasciare l'orfanotrofio, accetterà l'offerta di Vee, andando a vivere con lei e gli altri ragazzi utilizzati come corrieri.
- Guest stars: Lorraine Toussaint (Yvonne “Vee” Parker); Nick Sandow (Joe Caputo); Yael Stone (Lorna Morello); Alysia Reiner (Natalie Figueroa); Selenis Leyva (Gloria Mendoza); Lea DeLaria (Big Boo); Laverne Cox (Sophia Burset); Lauren Lapkus (Susan Fischer); Adrienne C. Moore (Cindy Hayes); Dascha Polanco (Dayanara Diaz); Elizabeth Rodriguez (Aleida Diaz); Vicky Jeudy (Janae Watson); Samira Wiley (Poussey Washington); Jackie Cruz (Flaca Gonzales); Maria Dizzia (Polly Harper); Beth Fowler (Jane Ingalls); Laura Gómez (Blanca Flores); Diane Guerrero (Maritza Ramos); Dale Soules (Freida); Yvette Freeman (Irma); Julie Lake (Angie Rice); Jessica Pimentel (Maria Ruiz); Matt McGorry (John Bennett); Annie Golden (Norma Romano); Ian Paola (Yadriel); Richard Gallagher (Andrew Nance); Alexander Wraith (Vasily)
- Note: Nell'episodio è assente la protagonista Taylor Schilling nel ruolo di Piper Chapman

## Gli abbracci possono ingannare
- Titolo originale: Hugs Can Be Deceiving
- Diretto da: Michael Trim
- Scritto da: Liz Friedman e Jenji Kohan
- Personaggio in primo piano: Suzanne "Occhi Pazzi" Warren

### Trama
La puntata si apre con il ritorno di Piper a Litchfield e l'ingresso di nuove detenute tra le quali Soso e Vee. Quest'ultima è una vecchia conoscenza di Red che corre da Sophia per farsi sistemare e sembrare, a suo dire, "aggressiva". Tra le due vediamo un abbraccio amichevole e la confessione da parte di Vee di mantenere un profilo basso ma come vedremo la vita a Litchfield, dopo il suo arrivo, sarà complicato soprattutto per Red. Poco dopo avviene anche l'incontro con Taystee che l'accusa di averla abbandonata quando era uscita dal carcere ma Vee ha già in mente un piano per riconquistare il suo cuore. Grazie a Suzanne riesce ad ottenere un pacco di sigarette che darà come merce di scambio alle ispaniche per una torta, la preferita di Taystee che viene così agganciata insieme al suo gruppo. Daya, intanto, chiede a Bennet le cure necessarie per il loro bambino altrimenti sarà costretta a dirlo alla direzione, così Bennet decide di introdurre le pillole nascondendole nella protesi. Morello, tramite una telefonata della sorella, scopre che il suo Christofer sta per sposarsi mentre Larry ha un appuntamento con Nance, un giornalista che dopo aver ascoltato l'intervista di Larry, vuole scoprire dove vanno a finire i soldi stanziati per il carcere chiedendo l'aiuto di Piper mentre Penn viene abbandonata dal suo gruppo.

#### Flashback
Viene mostrata l'infanzia di Suzanne, adottata da una coppia bianca e esclusa fin da piccola dai giochi degli altri bambini per via dei suoi strani modi di fare.
- Guest stars: Lorraine Toussaint (Yvonne “Vee” Parker); Abigail Savage (Gina Murphy); Kimiko Glenn (Brook Soso); Samira Wiley (Poussey Washington); Lea DeLaria (Big Boo); Nick Sandow (Joe Caputo); Adrienne C. Moore (Cindy Hayes); Lauren Lapkus (Susan Fischer); Selenis Leyva (Gloria Mendoza); Elizabeth Rodriguez (Aleida Diaz); Dascha Polanco (Dayanara Diaz); Annie Golden (Norma Romano); Catherine Curtin (Wanda Bell); Matt McGorry (John Bennett); Laverne Cox (Sophia Burset); Yael Stone (Lorna Morello); Jackie Cruz (Flaca Gonzales); Vicky Jeudy (Janae Watson); Richard Gallagher (Andrew Nance); Erin Davie (Pat Warren); Diane Guerrero (Maritza Ramos); Dylan Chalfy (Dennis Warren); Emma Myles (Leanne Taylor)

## Tutto un altro buco
- Titolo originale: A Whole Other Hole
- Diretto da: Phil Abraham
- Scritto da: Sian Heder
- Personaggio in primo piano: Lorna Morello

### Trama
Morello accompagna Rosa per la sua consueta visita di chemioterapia e si ritrova sola nel furgone; decide così di andare a casa di Christopher, avendo saputo che è in procinto di sposarsi. Dopo essersi introdotta in casa, è presa dalla disperazione nel vedere i segni della nuova vita di lui. Mentre fa un bagno nella sua vasca da bagno con indosso il velo da sposa della sua fidanzata, si addormenta; è svegliata dalla voce di Christopher stesso dal piano di sotto e scappa dalla finestra in accappatoio riuscendo a tornare in tempo all'ospedale. Poussey inventa uno strumento, costituito da un imbuto e un tubo di plastica legati insieme, che permette alle donne di urinare stando in piedi. Ne nasce una discussione sull'anatomia femminile che rivela quanto poco le carcerate conoscano il loro corpo. Sophia spiegherà loro la corretta posizione dell'uretra e l'intera anatomia della vagina. Quando le viene chiesto come faccia a conoscere tutto questo, lei risponde con nonchalance di aver "progettato da sé la propria vagina".

#### Flashback
La puntata si concentra sulla storia di Lorna Morello e del suo primo incontro con Christopher. Vediamo una Lorna impegnata in truffe telematiche: in una scena Lorna chiama per chiedere un risarcimento per uno paio di scarpe di Prada a suo dire mai ricevute ma che invece vediamo da lei indossate nello stesso momento della chiamata. Scopriamo anche il motivo per cui Lorna si trova in carcere: accusata di stalking nei confronti di Christopher, colpevole di non averla più richiamata dopo il primo appuntamento ed essere andato avanti con la sua vita.
- Guest stars: Laverne Cox (Sophia Burset); Jessica Pimentel (Maria Ruiz); Dale Soules (Freida); Kimiko Glenn (Brooke Soso); Yael Stone (Lorna Morello); Nick Sandow (Joe Caputo); Adrienne C. Moore (Cindy Hayes); Catherine Curtin (Wanda Bell); Lea DeLaria (Big Boo); Constance Shulman (Yoga Jones); Beth Fowler (Jane Ingalls); Jackie Cruz (Flaca Gonzales); Diane Guerrero (Maritza Ramos); Vicky Jeudy (Janae Watson); Jessica Pimentel (Maria Ruiz); Ben Konigsberg (Yusef); Stephen O'Reilly (Christopher MacLaren); Julie Lake (Angie Rice); Selenis Leyva (Gloria Mendoza); Annie Golden (Norma Romano); Catherine Curtin (Wanda Bell)

## La città della bassa autostima
- Titolo originale: Low Self Esteem City
- Diretto da: Andrew McCarthy
- Scritto da: Nick Jones
- Personaggio in primo piano: Gloria Mendoza

### Trama
I bagni che utilizzano Mendoza e le sue ragazze hanno problemi idraulici e dalle fognature delle docce provengono feci. Le latine così si infiltrano nei bagni del Ghetto, scatenando il fastidio di Vee che si mette testa a testa con Mendoza. Fig, l'assistente del direttore, si rifiuta di sistemare le docce delle latine per problemi di budget e limita la durata delle docce a 30 secondi a detenuta, come soluzione. La tensione fra le latine e le nere sale, Vee e Mendoza stringono un accordo per calmare le acque. Grazie a questo accordo, Vee farà sì che tutte le ragazze nere, tranne Poussey, vadano a lavorare in manutenzione, dove poi inizierà il contrabbando di sigarette. Nel frattempo Cal e la mamma di Piper le fanno visita in prigione e la informano che la nonna sta morendo. Piper è devastata e chiede ad Healy un permesso speciale. Boo e Nicky continuano la loro gara su chi fa più conquiste sessuali, segnando punti. Mentre Boo si accontenta delle detenute poco quotate, Nicky passa il suo tempo a sedurre la guardia carceraria Fisher, senza alcun risultato.

#### Flashback
Viene rivelato che Mendoza è stata vittima di violenza domestica e che è stata arrestata per aver commesso frode con buoni pasto negoziati all'interno del suo negozio.
- Guest stars: Lorraine Toussaint (Yvonne “Vee” Parker); Selenis Leyva (Gloria Mendoza); Samira Wiley (Poussey Washington); Deborah Rush (Carol Chapman); Nick Sandow (Joe Caputo); Adrienne C. Moore (Cindy Hayes); Michael Chernus (Cal Chapman); Catherine Curtin (Wanda Bell); Diane Guerrero (Maritza Ramos); Ramón Franco (Francisco); Lauren Lapkus (Susan Fischer); Olga Merediz (Lourdes); Sanja Danilovic (Katya); Elizabeth Rodriguez (Aleida Diaz); Dascha Polanco (Dayanara Diaz); Lea DeLaria (Big Boo); Yael Stone (Lorna Morello); Jackie Cruz (Flaca Gonzales); Constance Shulman (Yoga Jones); Vicky Jeudy (Janae Watson); Abigail Savage (Gina Murphy); Alysia Reiner (Natalie Figueroa); Tracee Chimo (Neri Feldman); Dale Soules (Freida); Hugo Medina (Arthuro); Peter Rini (Jason Figueroa); Matt McGorry (John Bennett)

## Puoi avere una pizza
- Titolo originale: You also have a pizza
- Diretto da: Allison Anders
- Scritto da: Stephen Falk
- Personaggio in primo piano: Poussey Washington

### Trama
Le detenute si preparano per la festa di San Valentino. 
Red, con la complicità di suo figlio, Vasily, inizia il contrabbando di oggetti attraverso la condotta di scarico della serra. 
Larry chiede a Piper di essere la sua talpa in prigione, così lui potrà scrivere una serie di articoli sui bilanci del carcere. Piper comincia a fare domande alle altre prigioniere e alle guardie per capire come vengano realmente impiegati i finanziamenti dati alla prigione. 
Alla festa di San Valentino a Litchfield, Pennsatucky viene esclusa dal suo gruppo di amiche. Poussey e Taystee litigano. Flaca e Maritza condividono un momento insieme in cucina, così come Pennsatucky e Healy fuori dalla prigione. Larry va a trovare Polly portando con sé le cose di Piper e i due si baciano proprio pochi momenti prima del ritorno a casa di Pete dopo un viaggio. Caputo invita Fischer a un concerto della sua band in un locale, lei a sua volta invita anche Luschek, Bell e O'Neill. In seguito, mentre sta suonando, Caputo si accorge che Jimmy, un'anziana detenuta che soffre di demenza senile, è fuggita di prigione ed è seduta nel bar per assistere al concerto.

#### Flashback
Si racconta la storia d'amore tra Poussey e Franzi, una ragazza tedesca, nata quando entrambe vivevano in una base militare in Germania. Il padre della ragazza le scopre mentre fanno l'amore e decide quindi di separare le due ragazze facendo trasferire nuovamente Poussey e la sua famiglia negli Stati Uniti. Poussey decide di affrontarlo, pronta a tirare fuori una pistola per attaccarlo, ma suo padre la ferma in tempo.
- Guest stars: Lorraine Toussaint (Yvonne “Vee” Parker); Samira Wiley (Poussey Washington); Kimiko Glenn (Brook Soso); Julie Lake (Angie Rice); Lea DeLaria (Big Boo); Emma Myles (Leanne Taylor); Nick Stevenson (Pete Harper); Constance Shulman (Yoga Jones); Laverne Cox (Sophia Burset); Edmund Donovan (Roger); Maria Dizzia (Polly Harper); Jackie Cruz (Flaca Gonzales); Nick Sandow (Joe Caputo); Dascha Polanco (Dayanara Diaz); Annie Golden (Norma Romano); Catherine Curtin (Wanda Bell); Selenis Leyva (Gloria Mendoza); Adrienne C. Moore (Cindy Hayes); Matt Peters (Joel Luschek); Elizabeth Rodriguez (Aleida Diaz); Beth Fowler (Jane Ingalls); Jessica Pimentel (Maria Ruiz); Abigail Savage (Gina Murphy); Alexander Wraith (Vasily); Nina Rausch (Franziska "Franzi" Mertensacker).

## Il ricatto
- Titolo originale: Comic Sans
- Diretto da: Andrew McCarthy
- Scritto da: Sarah Hess
- Personaggio in primo piano: Cynthia "Black Cindy" Hayes

### Trama
A causa della fuga di Jimmy, Caputo chiede al personale di controllare in maniera più restrittiva le detenute e impone alle guardie una quota minima di richiami scritti. 
Taystee dà a Nicky una sigaretta in cambio di francobolli per conto di Vee. Red fa entrare di contrabbando prodotti cosmetici e altre cose per Sophia come pagamento per il suo restyling. Le ispaniche continuano a richiedere a Bennett di far entrare merce di contrabbando utilizzando il suo nascondiglio all'interno della protesi. Stanco di essere sfruttato e ricattato, la guardia le minaccia, ne manda una in isolamento provocando la rabbia di Daya.
Le ragazze di Vee continuano a scambiare le sigarette di contrabbando con le altre detenute. Daya, Flaca e Morello chiedono a Piper di poter collaborare alla redazione del giornale del penitenziario che lei ha progettato. Poussey si rifiuta di entrare nel giro di contrabbando di Vee, ma Nicky la incoraggia a vedere i vantaggi che il rapporto con la donna potrebbero portarle. Polly si presenta a casa di Larry in uno stato di confusione e i due hanno un rapporto sessuale.
Jimmy lascia la prigione con un "rilascio compassionevole": verrà accompagnata alla stazione dei pullman e abbandonata a se stessa.

#### Flashback
Black Cindy prima di essere arrestata era un'agente di sicurezza aeroportuale. Al controllo bagagli, mentre sta controllando alcune valigie, trova un Ipad con la copertina rosa e se ne appropria per regalarlo alla sorellina per il compleanno (in seguito durante la puntata si scopre che la bambina è la figlia di Black Cindy, che però è stata cresciuta dalla nonna e non sa che la sua vera madre è proprio la detenuta).
- Guest stars: Lorraine Toussaint (Yvonne “Vee” Parker); Adrienne C. Moore (Cindy Hayes); Laura Gómez (Blanca Flores); Berto Colon (Cesar); Peter Rini (Jason Figueroa); Dale Soules (Frieda); Yael Stone (Lorna Morello); Dascha Polanco (Dayanara Diaz); Nick Sandow (Joe Caputo); Alysia Reiner (Natalie Figueroa); Selenis Leyva (Gloria Mendoza); Samira Wiley (Poussey Washington); Lauren Lapkus (Susan Fischer); Maria Dizzia (Polly Harper); Catherine Curtin (Wanda Bell); Vicky Jeudy (Janae Watson); Laverne Cox (Sophia Burset); Brendan Burke (Wade Donaldson); Jackie Cruz (Flaca Gonzales); Diane Guerrero (Maritza Ramos); Nick Stevenson (Pete Harper); Natalie Carter (Lillian Hayes); Elizabeth Rodriguez (Aleida Diaz); Louis Martinez (Martin)

## Vasi di dimensioni appropriate
- Titolo originale: Appropriately Sized Pots
- Diretto da: Daisy von Scherler Mayer
- Scritto da: Alex Regnery e Hartley Voss
- Personaggio in primo piano: Rosa Cisneros

### Trama
Piper deve affrontare nuovi contrasti a causa di privilegi speciali; ha infatti ottenuto un permesso per uscire 2 giorni dal carcere per andare a trovare la nonna in fin di vita. 
Caputo vuole fare in modo che Fischer venga mandata via e continua a indurire le misure di sorveglianza e contenimento delle detenute. Si rende conto che in carcere continua ad entrare merce di contrabbando e, sospettando di Red, si reca alla serra per trovare delle prove. Comincia a svasare piante e distruggere i vasi, ma per fortuna Gloria aveva rimosso tutta la merce di contrabbando in precedenza. 
Piper chiede a Healy di revocare il permesso accordatole, perché le altre detenute sono invidiose e la trattano male, ma Healy le spiega che ha dovuto lottare molto per farglielo avere e non intende tornare sui suoi passi. Piper telefona alla madre per comunicarle del permesso, ma scopre che la nonna è morta il giorno precedente. Fischer viene licenziata da Caputo.

#### Flashback
Viene mostrato il passato di miss Rosa, che si scopre essere stata membro di una banda di rapinatori di banche formata da lei e tre uomini. I flashback mostrano varie rapine in banca, la sensazione che Rosa provava ogni volta e la relazione che aveva con i suoi compagni di scorribande.
- Special guest star: Pablo Schreiber (George “Pornobaffo” Mendez)
- Guest stars: Lorraine Toussaint (Yvonne “Vee” Parker); Ben Konigsberg (Yusef); Nick Sandow (Joe Caputo); Yael Stone (Lorna Morello); Adrienne C. Moore (Cindy Hayes); Kimiko Glenn (Brooke Soso); Jamie Denbo (Shelley Ginsberg); Laura Gómez (Blanca Flores); Samira Wiley (Poussey Washington); Yvette Freeman (Irma); Elizabeth Rodriguez (Aleida Diaz); Matt Peters (Joel Luschek); Alysia Reiner (Natalie Figueroa); Lauren Lapkus (Susan Fischer); Dascha Polanco (Dayanara Diaz); Matt McGorry (John Bennett); Laverne Cox (Sophia Burset); Selenis Leyva (Gloria Mendoza); Deborah Rush (Carol Chapman); Beth Fowler (Jane Ingalls); Jessica Pimentel (Maria Ruiz); Dale Soules (Frieda Berlin); Alan R. Rodriguez (Gallego)

## 40 ore di permesso
- Titolo originale: 40 Oz. of Furlough
- Diretto da: S. J. Clarkson
- Scritto da: Lauren Morelli
- Personaggi in primo piano: Galina "Red" Reznikov e Yvonne "Vee" Parker

### Trama
Piper esce dal carcere, ad attenderla all'esterno il fratello che la accompagna a casa di Larry. La relazione tra i due sembra essere molto tesa. Piper partecipa al funerale della nonna che improvvisamente si trasforma nel matrimonio del fratello. Piper tenta di fare l'amore con Larry, ma lui la blocca e le confessa di avere avuto un rapporto sessuale con un'altra donna che lei conosce, ma Piper non vuole sapere il nome. 
Nel frattempo in prigione Red riesce a farsi perdonare dal suo vecchio gruppo.
Mendez ritorna a Litchfield, con sgomento di tutti. Bennet rivela a Caputo che Daya è incinta e che Mendez è il padre del bambino.

#### Flashback
Si scopre la storia passata tra Vee e Red a Litchfield grazie ad una serie di flashback, l'ultimo dei quali fa capire che Vee aveva preso il comando delle detenute di colore con l'intenzione di usurpare il traffico di contrabbando in cucina di Red per far entrare la droga, e al suo rifiuto la fa picchiare dalla sua gang.
- Special guest star: Pablo Schreiber (George “Pornobaffo” Mendez)
- Guest stars: Deirdre Lovejoy (Chris Maser); Catherine Curtin (Wanda Bell); Dascha Polanco (Dayanara Diaz); Constance Shulman (Yoga Jones); Vicky Jeudy (Janae Watson); Beth Fowler (Jane Ingalls); Sidné Anderson (Rhonda); Samira Wiley (Poussey Washington); Mary Looram (Celeste Chapman); Michael Chernus (Cal Chapman); Annie Golden (Norma Romano); Selenis Leyva (Gloria Mendoza); Yvette Freeman (Irma); Lea DeLaria (Big Boo); Deborah Rush (Carol Chapman); Dale Soules (Frieda Berlin); Diane Guerrero (Maritza Ramos); Jackie Cruz (Marisol "Flaca" Gonzales); Kimiko Glenn (Brooke Soso); Jessica Pimentel (Maria Ruiz); Bill Hoag (Bill Chapman); Nick Sandow (Joe Caputo); Matt McGorry (John Bennett); Tracee Chimo (Neri Feldman)

## Una piccola m***a sadica come te
- Titolo originale: Little Mustachioed Shit
- Diretto da: Jennifer Getzinger
- Scritto da: Sian Heder
- Personaggi in primo piano: Piper Chapman e Alex Vause

### Trama
Le guardie diventano più dure per cercare di rivelare il contrabbando all'interno della prigione. Christopher fa visita a Morello per chiederle di ammettere di essersi infiltrata a casa sua e la accusa di stalking. La gravidanza di Daya è ormai rivelata e Mendez viene licenziato ed arrestato perché ritenuto essere il padre del bambino. I flashback approfondiscono la storia della relazione tra Piper e Alex. 
Piper scopre che Larry è andato a letto con Polly. Vee cerca di appropriarsi del traffico di contrabbando di Red nella serra. Poussey si ubriaca e insulta Vee, quindi Suzanne la picchia in un attacco di rabbia. 
Nicky decide di portare a Red l'eroina che Taystee le ha dato. Healy dà avvio a un gruppo di sostegno, chiamato "posto sicuro", per cercare di dare sostegno psicologico alle detenute.
- Special guest stars: Pablo Schreiber (George “Pornobaffo” Mendez); Laura Prepon (Alex Vausse)
- Guest stars: Lorraine Toussaint (Yvonne “Vee” Parker); Tanya Wright (Crystal Burset); Kimiko Glenn (Brooke Soso); Yael Stone (Lorna Morello); Michael Rainey Jr. (Michael Burset); Adrienne C. Moore (Cindy Hayes); Deirdre Lovejoy (Chris Maser); Beth Fowler (Jane Ingalls); Laverne Cox (Sophia Burset); Matt McGorry (John Bennett); Jackie Cruz (Flaca Gonzales); Abigail Savage (Gina Murphy); Jessica Pimentel (Maria Ruiz); Stephen O'Reilly (Christopher MacLaren); Diane Guerrero (Maritza Ramos); Ashleigh Sumner (Sylvia); Samira Wiley (Poussey Washington); Nick Sandow (Joe Caputo); Constance Shulman (Erica "Yoga" Jones); Alysia Reiner (Natalie Figueroa); Lea DeLaria (Big Boo)

## Prendi una pausa dai tuoi valori
- Titolo originale: Take a Break from Your Values
- Diretto da: Constantine Makris
- Scritto da: Nick Jones
- Personaggio in primo piano: Suor Jane Ingalls

### Trama
Piper telefona ad Alex e viene a sapere che Kubra non è stato incarcerato. Lo sciopero della fame di Soso attira nuovi sostenitori. Polly lascia Pete per Larry. Il giornale del carcere viene chiuso. Healy comunica a Piper che verrà trasferita in un carcere in Virginia. Sorella Ingalls si unisce allo sciopero della fame. Il gruppo delle anziane, senza informare Red, formula un piano per uccidere Vee. Il piano fallisce perché viene accoltellata la detenuta sbagliata.

#### Flashback
I flashback mostrano Jane Ingalls, già suora, che si unisce alla sua prima manifestazione e la sua scomunica da parte della Chiesa.
- Special guest star: Laura Prepon (Alex Vause)
- Guest stars: Lorraine Toussaint (Yvonne “Vee” Parker); Beth Fowler (Jane Ingalls); Annie Golden (Norma Romano); Nick Sandow (Joe Caputo); Selenis Leyva (Gloria Mendoza); Dascha Polanco (Dayanara Diaz); Vicky Jeudy (Janae Watson); Dale Soules (Frieda Berlin); Emma Myles (Leanne Taylor); Kimiko Glenn (Brooke Soso); Julie Lake (Angie Rice); Jonathan Cantor (Padre Lane); Lea DeLaria (Big Boo); Catherine Curtin (Wanda Bell); Adrienne C. Moore (Cindy Hayes); Matt McGorry (John Bennett); Constance Shulman (Erica "Yoga" Jones); Alysia Reiner (Natalie Figueroa); Nick Stevenson (Pete Harper); Maria Dizzia (Polly Harper); Samira Wiley (Poussey Washington); Yvette Freeman (Irma); Laverne Cox (Sophia Burset); Suzanne Hevner (Suor Constance); Anna Rose Hopkins (Suor Mary Eunice); Rebecca Street (Suor Francine); Elizabeth Rodriguez (Aleida Diaz)

## Era la menopausa
- Titolo originale: It Was the Change
- Diretto da: Phil Abraham
- Scritto da: Sara Hess
- Personaggi in primo piano: Tasha "Taystee" Jefferson e Yvonne "Vee" Parker

### Trama
La rivalità tra Vee e Red continua in diversi confronti sui loro traffici all'interno della prigione. Le detenute sono costrette a lasciare i dormitori e rifugiarsi nella mensa poiché a causa di una tempesta l'impianto idraulico è straripato, allagando il carcere. Red e il suo gruppo sono preoccupate di un possibile attacco notturno da parte del gruppo di Vee, e dall'altra parte anche Vee allerta le sue compagne riguardo a Red. La notte prosegue e Lorna condivide un momento molto personale con Rosa ormai in fin di vita e Pennsatucky si avvicina a Big Boo per cercare di scoprire dettagli riguardo all'agenda gay che Healy le aveva descritto. Figueroa riceve molte telefonate di un arrabbiatissimo Caputo e scopre una scomoda verità riguardo al marito. 
Red attacca Vee mentre sono fuori da sole, cercando di strangolarla con un imballaggio di plastica, ma non ci riesce. Le due parlano e concordano sul fatto che Litchfield le ha cambiate e dichiarano una tregua. Alla fine della nottata, Piper sgattaiola fuori dalla mensa per cercare di trovare prove delle frodi di Figueroa nel suo ufficio, ma viene scoperta da Caputo appena torna la corrente elettrica. La mattina seguente, mentre sta ripulendo nella serra il disastro creato dalla tormenta, Red viene attaccata alle spalle da Vee e picchiata e ferita gravemente.
- Guest stars: Lorraine Toussaint (Yvonne “Vee” Parker); Lea DeLaria (Carrie "Big Boo" Black); Emma Myles (Leanne Taylor); Nick Sandow (Joe Caputo); Laura Gómez (Blanca Flores); Tiki Barber (Se stesso); Peter Rini (Jason Figueroa); Adrienne C. Moore (Cindy Hayes); Samira Wiley (Poussey Washington); Yael Stone (Lorna Morello); Matt Peters (Joel Luschek); Annie Golden (Norma Romano); Trey Gerrald (Gavin); Frank Ridley (Bob Shore); Selenis Leyva (Gloria Mendoza); Laverne Cox (Sophia Burset); Julie Lake (Angie Rice); Dascha Polanco (Dayanara Diaz); Alysia Reiner (Natalie Figueroa); Constance Shulman (Yoga Jones); Jackie Cruz (Marisol "Flaca" Gonzales); Vicky Jeudy (Janae Watson); Catherine Curtin (Wanda Bell); Abigail Savage (Gina Murphy); Matt McGorry (John Bennett); Yvette Freeman (Irma)

## Noi siamo ben educate
- Titolo originale: We Have Manners. We're Polite.
- Diretto da: Constantine Makris
- Scritto da: Jenji Kohan
- Personaggio in primo piano: –

### Trama
Il gruppo di Vee le si rivolta contro e la isola dopo che il furto dell'eroina da parte di Nicky l'ha fatta diventare paranoica e dopo che Vee cerca di far incolpare Suzanne di quanto accaduto a Red. Piper rivela quello che sa sulle appropriazioni indebite di Figueroa a Caputo, il quale lo riporta al direttore della prigione e poi cerca un confronto con la donna. Figueroa cerca di comprare il silenzio di Caputo con del sesso orale, ma inutilmente così rassegna le dimissioni. Caputo ottiene così il ruolo ad interim di vice direttore ma con un inizio un po' tempestoso, poiché Bennett gli confessa che il figlio di Daya in realtà è suo. Caputo decide di nascondere la confessione, per evitare uno scandalo sotto la sua amministrazione. Sorella Ingalls decide di terminare lo sciopero della fame e Red parla con Healy, il quale fa firmare a Luschek un finto ordine di lavoro per scagionare Suzanne e far riprendere le indagini su Vee. Vee, sola e senza amici, scappa dalla prigione attraverso la fogna posta al di sotto della serra. 
Il dottore comunica a Rosa che la chemio non sta funzionando e che le rimangono solamente da 3 a 6 settimane di vita. Al ritorno alla prigione, Morello lascia deliberatamente le chiavi inserite nel furgone e Rosa si impossessa del veicolo e fugge dalla prigione per provare di nuovo la libertà nei suoi ultimi giorni di vita. Nella fuga, intravede Vee a bordo strada e la investe intenzionalmente con il furgone mentre la radio suona "(Don't fear) the reaper".
- Special guest star: Laura Prepon (Alex Vausse)
- Guest stars: Matt McGorry (John Bennett); Lorraine Toussaint (Yvonne “Vee” Parker); Laverne Cox (Sophia Burset); Nick Sandow (Joe Caputo); Elizabeth Rodriguez (Aleida Diaz); Yael Stone (Lorna Morello); Jessica Pimentel (Maria Ruiz); Bob Johnson (Dr. Oliver); Kimiko Glenn (Brooke Soso); Diane Guerrero (Maritza Ramos); Dascha Polanco (Dayanara Diaz); Vicky Jeudy (Janae Watson); Beth Fowler (Jane Ingalls); Adrienne C. Moore (Cindy Hayes); Jackie Cruz (Flaca Gonzales); Maria Dizzia (Polly Harper); Julie Lake (Angie Rice); Alysia Reiner (Natalie Figueroa); Dale Soules (Frieda Berlin); Ian Paola (Yadriel); Matt Peters (Joel Luschek)